# Rencontre des Eaux
La rencontre des Eaux (en anglais : Meeting of waters, en portugais : Encontro das Águas) est le nom donné au confluent du rio Solimões (nom donné à l'Amazone en amont de Manaus) et du rio Negro (à 8 km en aval de Manaus). C'est en ce point que le fleuve prend le nom d'Amazone. Les eaux du rio Solimões  sont limoneuses et de couleur ocre du fait de la forte érosion dans son bassin dans les Andes, alors que celles du rio Negro sont noires du fait qu'il a traversé des étendues stagnantes de la plaine forestière amazonienne et de marais riches en humus,.

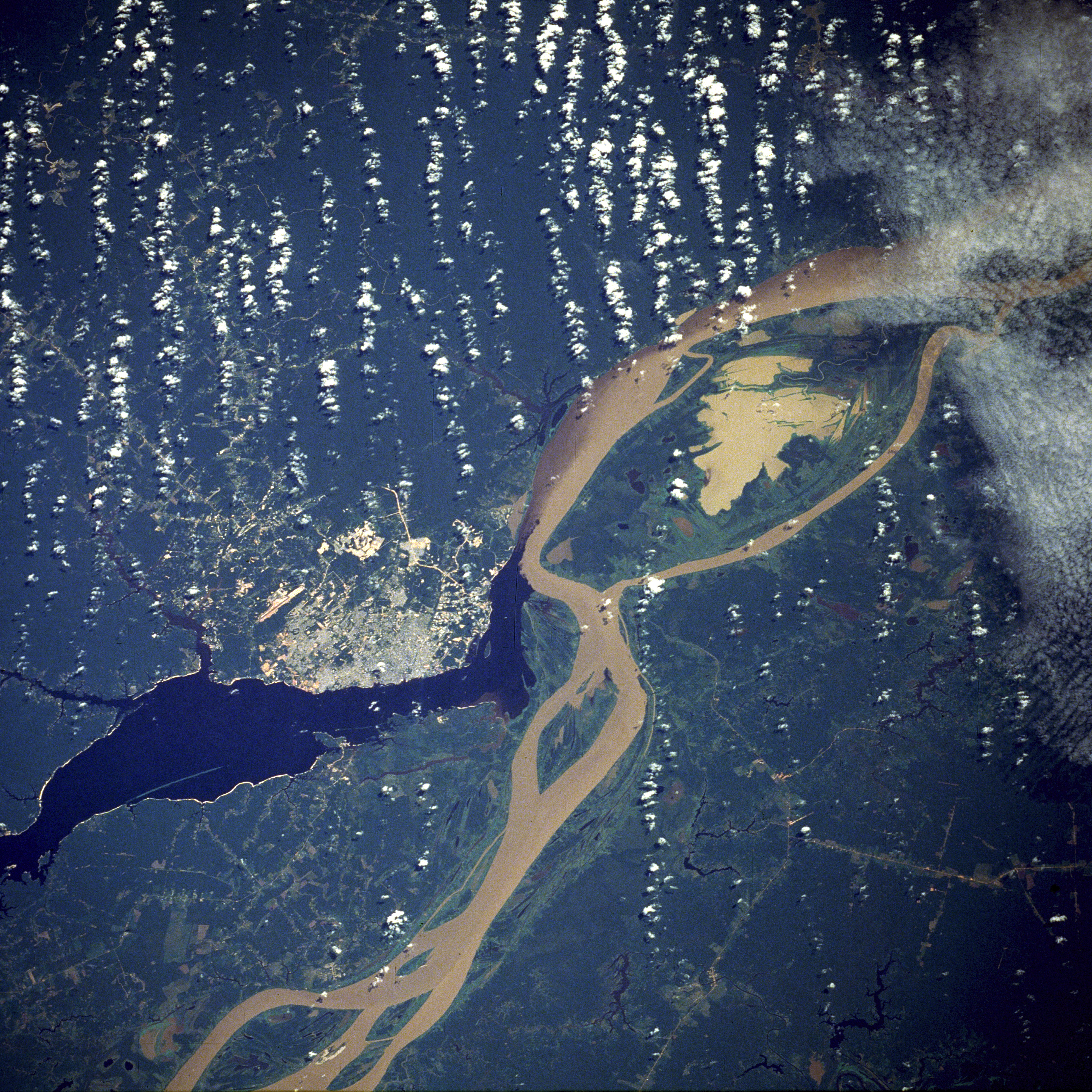
La rencontre des Eaux, avec le rio Negro de couleur noire arrivant de la gauche et le rio Solimões de couleur ocre arrivant de la droite donnant naissance à l'Amazone.

Le lieu est déjà remarquable par la largeur des deux affluents : près de 3 km chacun, et même 10 km plus en amont pour le rio Negro.
Mais c'est surtout par le fait que les eaux des deux affluents de teintes très contrastées s'écoulent sans se mélanger pendant des dizaines de kilomètres, comme deux fleuves coulant côte-à-côte dans le même lit.
Le phénomène est dû aux différences de température, vitesse et densité des eaux des deux rivières : le rio Negro coule à 2–3 km/h avec une eau acide (pH=5,5) à une température de 28−30 °C, alors que celles du rio Solimões coulent à 4–8 km/h avec une eau neutre (pH=7) à une température de 20−22 °C,.
Cependant, le rio Solimões est de débit plus puissant (103 000 m3/s contre 29 300) ; ses eaux plus denses coulent plus profondément et plus rapidement. Elles finissent par absorber celles du rio Negro 150 km en aval, au confluent avec le rio Madeira aux eaux encore plus boueuses.

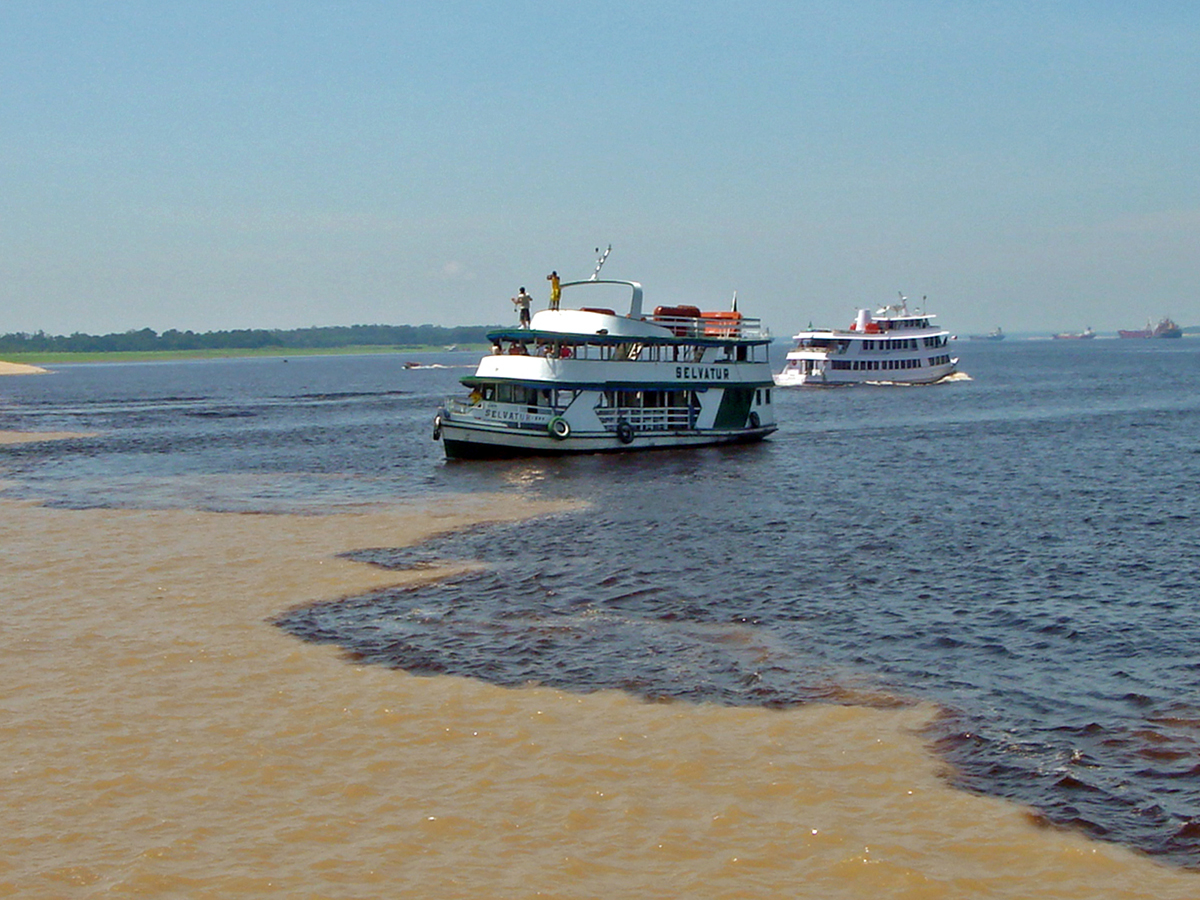
Vue rapprochée de la rencontre des Eaux.

Les pêcheurs locaux ont compris le phénomène depuis longtemps : quand ils pêchent du côté gauche du fleuve, c'est-à-dire celui du rio Negro, ils veillent à jeter leurs filets en profondeur, afin d'atteindre les eaux du Solimões, plus riches en matières en suspension et donc en poissons qui viennent s’en nourrir,.
Un phénomène comparable mais de moindre proportion se produit à Santarém, au confluent avec le rio Tapajos.
Les récits des conquistadors du XVIe siècle en faisaient déjà état,.
La rencontre des Eaux est une des principales attractions touristiques de Manaus.